# Stigmatochromis pleurospilus
Stigmatochromis pleurospilus är en fiskart som först beskrevs av Trewavas, 1935.  Stigmatochromis pleurospilus ingår i släktet Stigmatochromis och familjen Cichlidae. Inga underarter finns listade i Catalogue of Life.